# Leichtathletik-Halleneuropameisterschaften 1971
Die 2. Leichtathletik-Halleneuropameisterschaften fanden am 13. und 14. März 1971 in Sofia (Bulgarien) statt. Austragungsort war die Festivalna Halle.

## Ergebnisse Männer

### 60 m
| Platz | Athlet                   | Land | Zeit (s) |
| ----- | ------------------------ | ---- | -------- |
| 1     | Walerij Borsow           | URS  | 6,6      |
| 2     | Jobst Hirscht            | FRG  | 6,7      |
| 3     | Manfred Kokot            | GDR  | 6,8      |
| 4     | Boris Ismestjew          | URS  | 6,8      |
| 5     | Vasilis Papageorgopoulos | GRE  | 6,8      |
| 6     | Alexandr Korneljuk       | URS  | 6,9      |

Finale am 13. März

### 400 m
| Platz | Athlet                 | Land | Zeit (s) |
| ----- | ---------------------- | ---- | -------- |
| 1     | Andrzej Badeński       | POL  | 46,8     |
| 2     | Boris Sawtschuk        | URS  | 47,4     |
| 3     | Alexander Brattschikow | URS  | 47,6     |
|       | Jan Balachowski        | POL  | DNS      |

Finale am 14. März

### 800 m
| Platz | Athlet            | Land | Zeit (min) |
| ----- | ----------------- | ---- | ---------- |
| 1     | Jewgeni Arschanow | URS  | 1:48,7     |
| 2     | Phil Lewis        | GBR  | 1:50,5     |
| 3     | Andrzej Kupczyk   | POL  | 1:50,5     |
| 4     | John Davies       | GBR  | 1:51,1     |
| 5     | Petar Kjatowski   | BUL  | 1:52,0     |
| 6     | Antonio Fernández | ESP  | 1:52,7     |

Finale am 14. März

### 1500 m
| Platz | Athlet               | Land | Zeit (min) |
| ----- | -------------------- | ---- | ---------- |
| 1     | Henryk Szordykowski  | POL  | 3:41,4     |
| 2     | Wolodymyr Pantelej   | URS  | 3:41,5     |
| 3     | Gianni Del Buono     | ITA  | 3:42,1     |
| 4     | Ulf Högberg          | SWE  | 3:43,2     |
| 5     | Michail Schelobowski | URS  | 3:43,7     |
| 6     | Frank Murphy         | IRL  | 3:44,3     |
| 7     | Walter Wilkinson     | GBR  | 3:46,9     |
| 8     | Bram Wassenaar       | NED  | 3:48,1     |

Finale am 14. März

### 3000 m
| Platz | Athlet           | Land | Zeit (min) |
| ----- | ---------------- | ---- | ---------- |
| 1     | Peter Stewart    | GBR  | 7:53,6     |
| 2     | Wilfried Scholz  | GDR  | 7:54,4     |
| 3     | Juri Alexaschin  | URS  | 8:01,2     |
| 4     | Anatoli Werlan   | URS  | 8:05,0     |
| 5     | Lajos Mecser     | HUN  | 8:06,2     |
| 6     | Egbert Nijstadt  | NED  | 8:13,6     |
| 7     | Giuseppe Cindolo | ITA  | 8:22,6     |
| 8     | Gérard Vervoort  | FRA  | 8:24,8     |

Finale am 14. März

### 60 m Hürden
| Platz | Athlet          | Land | Zeit (s) |
| ----- | --------------- | ---- | -------- |
| 1     | Eckart Berkes   | FRG  | 7,8      |
| 2     | Alexander Demus | URS  | 7,9      |
| 3     | Sergio Liani    | ITA  | 7,9      |
| 4     | Günther Nickel  | FRG  | 7,9      |
| 5     | Graham Gower    | GBR  | 8,0      |
| 6     | Patrick Malrieu | FRA  | 8,0      |

Finale am 14. März

### 4 × 400 m Staffel
| Platz | Land        | Athleten                                                                  | Zeit (min) |
| ----- | ----------- | ------------------------------------------------------------------------- | ---------- |
| 1     | Polen       | Waldemar Korycki Jan Balachowski Jan Werner Andrzej Badeński              | 3:11,1     |
| 2     | Sowjetunion | Alexander Brattschikow Semjon Kotscher Boris Sawtschuk Jewgeni Borissenko | 3:11,9     |
| 3     | Bulgarien   | Krestju Christow Alexandar Janew Alexandar Popow Jordan Todorow           | 3:15,6     |

Finale am 14. März

### 4 × 800 m Staffel
| Platz | Land           | Athleten                                                                        | Zeit (min) |
| ----- | -------------- | ------------------------------------------------------------------------------- | ---------- |
| 1     | Sowjetunion    | Walentin Taratynow Stanislaw Meschtscherskich Alexei Taranow Wiktor Semjaschkin | 7:17,8     |
| 2     | Polen          | Krzysztof Linkowski Zenon Szordykowski Michał Skowronek Kazimierz Wardak        | 7:19,2     |
| 3     | BR Deutschland | Paul-Heinz Wellmann Godehard Brysch Dieter Friedrich Bernd Epler                | 7:25,0     |
| 4     | Bulgarien      | Atanas Atanassow Petar Kjatowski Dimtscho Deribeew Petar Chikow                 | 7:26,4     |

Finale am 14. März

### Hochsprung
| Platz | Athlet           | Land | Höhe (m) |
| ----- | ---------------- | ---- | -------- |
| 1     | István Major     | HUN  | 2,17     |
| 2     | Jüri Tarmak      | URS  | 2,17     |
| 3     | Endre Kelemen    | HUN  | 2,17     |
| 4     | Lothar Doster    | FRG  | 2,14     |
| 5     | Thomas Zacharias | FRG  | 2,14     |
| 6     | Kęstutis Šapka   | URS  | 2,14     |
| 7     | Rudolf Baudis    | TCH  | 2,11     |
| 8     | Sergei Budalow   | URS  | 2,11     |

Finale am 13. März

### Stabhochsprung
| Platz | Athlet             | Land | Höhe (m) |
| ----- | ------------------ | ---- | -------- |
| 1     | Wolfgang Nordwig   | GDR  | 5,40     |
| 2     | Kjell Isaksson     | SWE  | 5,35     |
| 3     | Juri Issakow       | URS  | 5,30     |
| 4     | Heinfried Engel    | FRG  | 5,10     |
| 5     | Antti Kalliomäki   | FIN  | 5,00     |
| 6     | Juri Chanafin      | URS  | 5,00     |
| 7     | Wojciech Buciarski | POL  | 4,80     |
| 8     | Hans Lagerqvist    | SWE  | 4,80     |

Finale am 14. März

### Weitsprung
| Platz | Athlet             | Land | Weite (m) |
| ----- | ------------------ | ---- | --------- |
| 1     | Hans Baumgartner   | FRG  | 8,12      |
| 2     | Igor Ter-Owanesjan | URS  | 7,91      |
| 3     | Vasile Sărucan     | ROU  | 7,88      |
| 4     | Valentin Jurca     | ROU  | 7,72      |
| 5     | Philippe Housiaux  | BEL  | 7,70      |
| 6     | Andreas Gloerfeld  | FRG  | 7,70      |
| 7     | Jan Kobuszewski    | POL  | 7,66      |
| 8     | Jaroslav Brož      | TCH  | 7,66      |

Finale am 14. März

### Dreisprung
| Platz | Athlet               | Land | Weite (m) |
| ----- | -------------------- | ---- | --------- |
| 1     | Wiktor Sanejew       | URS  | 16,83     |
| 2     | Carol Corbu          | ROU  | 16,83     |
| 3     | Hennadij Sawlewytsch | URS  | 16,24     |
| 4     | Vasile Dumitrescu    | ROU  | 16,16     |
| 5     | Luis Felipe Areta    | ESP  | 16,11     |
| 6     | Zoltán Cziffra       | HUN  | 16,02     |
| 7     | Georgi Stojkowski    | BUL  | 16,00     |
| 8     | Michael Sauer        | FRG  | 15,94     |

Finale am 14. März

### Kugelstoßen
| Platz | Athlet                   | Land | Weite (m) |
| ----- | ------------------------ | ---- | --------- |
| 1     | Hartmut Briesenick       | GDR  | 20,19     |
| 2     | Waleri Woikin            | URS  | 19,54     |
| 3     | Ricky Bruch              | SWE  | 19,50     |
| 4     | Władysław Komar          | POL  | 19,43     |
| 5     | Heinz-Joachim Rothenburg | GDR  | 19,32     |
| 6     | Ralf Reichenbach         | FRG  | 18,65     |
| 7     | Pierre Colnard           | FRA  | 18,57     |
| 8     | Seppo Simola             | FIN  | 18,19     |

Finale am 13. März

## Ergebnisse Frauen

### 60 m
| Platz | Athletin         | Land | Zeit (s) |
| ----- | ---------------- | ---- | -------- |
| 1     | Renate Stecher   | GDR  | 7,3      |
| 2     | Sylviane Telliez | FRA  | 7,4      |
| 3     | Annegret Irrgang | FRG  | 7,4      |
| 4     | Irena Szewińska  | POL  | 7,5      |
| 5     | Heide Rosendahl  | FRG  | 7,5      |
| 6     | Györgyi Balogh   | HUN  | 7,5      |

Finale am 14. März

### 400 m
| Platz | Athletin       | Land | Zeit (s) |
| ----- | -------------- | ---- | -------- |
| 1     | Wera Popkowa   | URS  | 53,7     |
| 2     | Inge Bödding   | FRG  | 54,3     |
| 3     | Maria Sykora   | AUT  | 54,4     |
| 4     | Swetla Slatewa | BUL  | 54,6     |

Finale am 14. März

### 800 m
| Platz | Athletin              | Land | Zeit (min) |
| ----- | --------------------- | ---- | ---------- |
| 1     | Hildegard Falck       | FRG  | 2:06,1     |
| 2     | Ileana Silai          | ROU  | 2:06,5     |
| 3     | Rosemary Stirling     | GBR  | 2:06,6     |
| 4     | Colette Besson        | FRA  | 2:07,5     |
| 5     | Nadeschda Kolesnikowa | URS  | 2:08,1     |
| 6     | Donata Govoni         | ITA  | 2:09,2     |

Finale am 14. März

### 1500 m
| Platz | Athletin         | Land | Zeit (min) |
| ----- | ---------------- | ---- | ---------- |
| 1     | Margaret Beacham | GBR  | 4:17,2     |
| 2     | Ljudmila Bragina | URS  | 4:17,8     |
| 3     | Tamara Pangelowa | URS  | 4:18,1     |
| 4     | Ellen Tittel     | FRG  | 4:18,4     |
| 5     | Christa Merten   | FRG  | 4:18,8     |
| 6     | Wassilena Amsina | BUL  | 4:25,6     |
| 7     | Angela Ramello   | ITA  | 4:27,3     |

Finale am 14. März

### 60 m Hürden
| Platz | Athletin           | Land | Zeit (s) |
| ----- | ------------------ | ---- | -------- |
| 1     | Karin Balzer       | GDR  | 8,1      |
| 2     | Annelie Ehrhardt   | GDR  | 8,1      |
| 3     | Teresa Sukniewicz  | POL  | 8,3      |
| 4     | Meta Antenen       | SUI  | 8,3      |
| 5     | Danuta Straszyńska | POL  | 8,5      |
| 6     | Valeria Bufanu     | ROU  | 8,9      |

Finale am 14. März

### 4 × 200 m Staffel
| Platz | Land           | Athletinnen                                                                     | Zeit (min) |
| ----- | -------------- | ------------------------------------------------------------------------------- | ---------- |
| 1     | Sowjetunion    | Marina Nikiforowa Tatjana Kondraschowa Ljudmila Aksjonowa Natalja Tschistjakowa | 1:37,1     |
| 2     | BR Deutschland | Annelie Wilden Elfgard Schittenhelm Annegret Kroniger Christine Tackenberg      | 1:38,0     |
| 3     | Bulgarien      | Iwanka Wenkowa Iwanka Koschnitscharska Sofka Kasandschiewa Monka Bobtschewa     | 1:39,7     |

Finale am 13. März

### 4 × 400 m Staffel
| Platz | Land           | Athletinnen                                                         | Zeit (min) |
| ----- | -------------- | ------------------------------------------------------------------- | ---------- |
| 1     | Sowjetunion    | Ljubow Finogenowa Halyna Holeussowa Wera Popkowa Ljudmila Aksjonowa | 3:36,6     |
| 2     | BR Deutschland | Gisela Ahlemeyer Gisela Ellenberger Anette Rückes Christa Czekay    | 3:39,6     |
| 3     | Bulgarien      | Swetla Slatewa Stefka Jordanowa Dschena Binewa Tonka Petrowa        | 3:47,8     |

Finale am 14. März

### Hochsprung
| Platz | Athletin          | Land | Höhe (m) |
| ----- | ----------------- | ---- | -------- |
| 1     | Milada Karbanová  | TCH  | 1,80     |
| 2     | Wera Gawrilowa    | URS  | 1,80     |
| 3     | Cornelia Popescu  | ROU  | 1,78     |
| 4     | Marta Kostlánová  | TCH  | 1,78     |
| 5     | Snežana Hrepevnik | YUG  | 1,76     |
| 6     | Beatrix Rechner   | SUI  | 1,76     |
| 7     | Alena Prosková    | TCH  | 1,76     |
| 8     | Erika Rudolf      | HUN  | 1,76     |

Finale am 14. März

### Weitsprung
| Platz | Athletin             | Land | Weite (m) |
| ----- | -------------------- | ---- | --------- |
| 1     | Heide Rosendahl      | FRG  | 6,64      |
| 2     | Irena Szewińska      | POL  | 6,56      |
| 3     | Viorica Viscopoleanu | ROU  | 6,53      |
| 4     | Meta Antenen         | SUI  | 6,33      |
| 5     | Alla Smirnowa        | URS  | 6,30      |
| 6     | Heidi Schüller       | FRG  | 6,25      |
| 7     | Brigitte Roesen      | FRG  | 6,20      |
| 8     | Helēna Ringa         | URS  | 5,98      |

Finale am 13. März

### Kugelstoßen
| Platz | Athletin              | Land | Weite (m) |
| ----- | --------------------- | ---- | --------- |
| 1     | Nadeschda Tschischowa | URS  | 19,70     |
| 2     | Margitta Gummel       | GDR  | 19,50     |
| 3     | Antonina Iwanowa      | URS  | 18,69     |
| 4     | Marianne Adam         | GDR  | 17,49     |
| 5     | Iwanka Christowa      | BUL  | 17,42     |
| 6     | Ana Sălăgean          | ROU  | 16,43     |
| 7     | Els van Noorduyn      | NED  | 16,22     |
| 8     | Sigrun Kofink         | FRG  | 16,20     |

Finale am 13. März